# 差分放大器

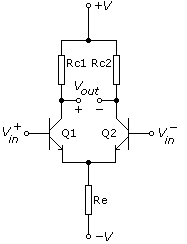
差分放大器电路图，左右应用对称的电子元件（未显示偏置等电路）来抑制共模信号。

差分放大器（英語：differential amplifier、difference amplifier，也称：差动放大器、差放），是一种将两个输入端电压的差以一固定增益放大的电子放大器。
差分放大器是一种常用的电子放大器（也称“功率放大器”，简称“功放”）和发射极耦合逻辑电路 （英語：Emitter Coupled Logic, ECL）的输入级。若差放的两个输入为{\displaystyle V_{\mathrm {in} }^{+}}和{\displaystyle V_{\mathrm {in} }^{-}}，则它的输出{\displaystyle V_{\mathrm {out} }}为：
{\displaystyle V_{\mathrm {out} }=A_{\mathrm {d} }(V_{\mathrm {in} }^{+}-V_{\mathrm {in} }^{-})+A_{\mathrm {c} }{\frac {V_{\mathrm {in} }^{+}+V_{\mathrm {in} }^{-}}{2}}}
其中{\displaystyle A_{\mathrm {d} }}是差模(動)增益（differential-mode gain），{\displaystyle A_{\mathrm {c} }}是共模增益（common-mode gain）。
通常以差模增益和共模增益的比值共模抑制比（common-mode rejection ratio, CMRR）衡量差分放大器消除共模信号的能力：
{\displaystyle \mathrm {CMRR} ={\frac {A_{\mathrm {d} }}{A_{\mathrm {c} }}}}
由上式可知，当共模增益{\displaystyle A_{\mathrm {c} }\to 0}时，{\displaystyle CMRR\to \infty }。{\displaystyle R_{\mathrm {e} }}越大，{\displaystyle A_{\mathrm {c} }}就越低，因此共模抑制比也就越大。因此对于完全对称的差分放大器来说，其{\displaystyle A_{\mathrm {c} }=0}，故输出电压可以表示为：
{\displaystyle V_{\mathrm {out} }=A_{\mathrm {d} }(V_{\mathrm {in} }^{+}-V_{\mathrm {in} }^{-})}
差分放大器是普通的单端输入放大器的一种推广，只要将差放的一个输入端接地，即可得到单端输入的放大器。
很多系统在差分放大器的一个输入端输入输入信号，另一个输入端输入反馈信号，从而实现负反馈。常用于电机或者伺服电机控制，以及信号放大。在离散电子学中，实现差分放大器的一个常用手段是差动放大，见于多数运算放大器集成电路中的差分电路。